# Maeandrogonaria corticalis
Maeandrogonaria corticalis là một loài bướm đêm trong họ Geometridae.